# 茂兰镇 (云县)
茂兰镇，是中华人民共和国云南省临沧市云县下辖的一个乡镇级行政单位。

## 行政区划
茂兰镇下辖以下地区：
茂兰村、马四村、多依村、忙卓村、牛圈箐村、温平村、净石村、安乐村、岭磨村、拨还河村、哨街村、后山村、丙令村、旧村和转水河村。

## 中国传统村落
2013年8月，茂兰社区被评为第二批中国传统村落。